# 中野猿人
中野 猿人（なかの ましと、1908年2月6日 - 2005年3月26日）は、日本の海洋学者。元気象庁職員。
潮汐や風浪の研究を行う。

## 略歴
- 1908年2月6日 佐賀県に生まれる。
- 1930年 東京帝国大学理学部天文学科　卒業
- 1938年 東京帝国大学　理学博士　論文の題は「港湾の深さに及ぼす卓越風の影響に関する研究」[2]。
- 1942年 函館海洋気象台初代台長[3]
- 1963年 神戸海洋気象台長[3]
- 1966年 気象大学校長[3]
- 1968年 気象庁定年退官
- 1977年時点で、東海大学海洋学部　教授[4]
- 2005年3月26日　97歳にて逝去

## 翻訳
- 『プリンシピア　自然哲学の数学的原理』 アイザック・ニュートン著　中野猿人 訳・注　講談社　1977年9月16日第一刷発行（定価6,800円）